# Niedergösgen
Niedergösgen és un municipi del cantó de Solothurn (Suïssa), situat al districte de Gösgen.

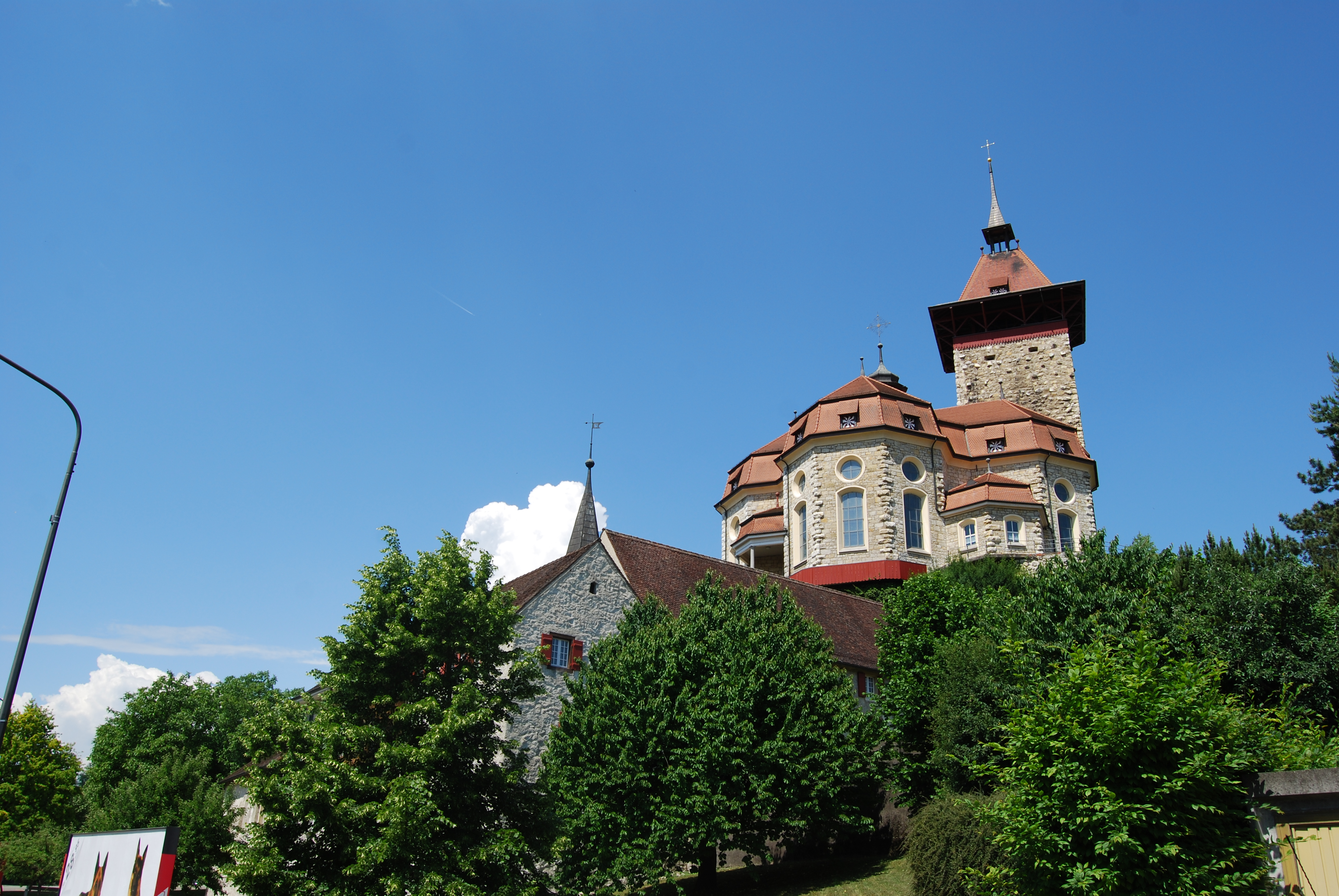
Niedergösgen